# یونیس چو
یونیس چو (به انگلیسی: Eunice Cho) (زاده ۱۵ دسامبر ۱۹۹۱) بازیگر و دانشمند آمریکایی است. شناخته‌شده‌ترین نقش او رابین در فیلم پویانمایی/لایو اکشن تلویزیونی کارتون نت‌ورک به نام ری-انیمیتد است. او همچنین صداپیشگی کیکو وانگ در لیتل بیل در نیکلودئون را برعهده داشت.
چو مدرک دکتری فارماکولوژی از دانشگاه ییل گرفت، جایی که او تنظیم سیگنالینگ پروتئین کیناز فعال‌شده با میتوژن انکوژن را مطالعه کرد. شماره Erdős-Bacon او ۵ است.

## فیلم‌شناسی
- لیتل بیل (۱۹۹۹–۲۰۰۴) - کیکو وانگ (صدا)
- گروه موسیقی نیکد برادرز: فیلم (۲۰۰۵) - هولا هوپر
- ری-انیمیتد (۲۰۰۶) - رابین
- عصر یخبندان: ظهور دایناسورها (۲۰۰۹) - مدیسون (صدا)